# Famille Abravanel
Pour les articles homonymes, voir Abravanel (homonymie).
La famille Abravanel (ou Abarbanel ou Abrabanel, Avrabanel, Avravanel, Barbanel) (hébreu : אברבנאל) est l'une des plus anciennes et distinguées familles juives d'Espagne.
Ce nom est composé des mots hébreux Ab (père) Rabban (prêtre) El (de Dieu).

## Histoire

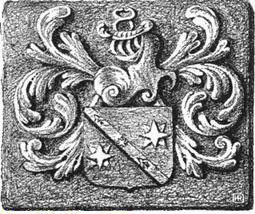
Blason.

Selon don Isaac Abravanel, la famille est établie dans la péninsule Ibérique avant l'arrivée des Juifs séfarades, c'est-à-dire dès l'époque de la destruction du Premier Temple. Dans l'introduction de son commentaire au Livre de Josué, il retrace une généalogie succincte de sa famille : 
« Moi, Isaac fils de Juda (que son nom soit glorifié, homme vaillant et plein de mérites en Israël), fils de Samuel, fils de Juda, fils de Joseph, fils de Juda d'entre les descendants d'Abravanel, du rameau de Jessé de Bethléem, de la famille de David, chef et autorité pour ma cité. » 
En effet, selon le témoignage d’Isaac ben Ghiyyat, deux familles d'ascendance davidique résident en Espagne, les Ibn Dawd à Lucena et les Abravanel à Séville.
Il est déjà question du « grand sage » Abravanel au temps d'Alphonse X dit le Sage.
- Le premier Abravanel connu de sources textuelles fiables est Don Juda Abravanel, Almojarife (es) mayor de Castille et financier du roi Ferdinand IV en 1310. L'infant don Pedro demande de rembourser à don Juda une dette de 45 000 maravédis, en le priant de l'acquitter du reste.
Il est également en faveur du Roi Alfonse X le Sage, avec lequel il discute du judaïsme.
- son fils, don Samuel Abravanel, s'établit à Valence, où il se fait le mécène de nombreux hommes d'érudition, dont Menahem ben Zerah qu'il fait nommer rabbin de Tolède. Celui-ci dédicacera en remerciement son Zedah la-Derekh (« Provision pour la route »). Le climat anti-juif s'intensifiant à l'occasion de la guerre civile de Castille, Don Samuel se convertit et prend le nom de « Juan Sanchez de Séville ». Il occupe ensuite d'importantes fonctions au sein de la cour, et devient en 1388 le tesorero mayor de Juan de Séville. On le retrouve ensuite à Tolède en 1391, contador mayor et trésorier de la reine. Il s'exile cependant au Portugal où le climat globalement favorable encore pendant quelque temps aux Juifs permet le retour au judaïsme. Cependant, certains de ses fils préfèrent demeurer en Espagne et se fondent dans la noblesse espagnole.[réf. nécessaire]
- Don Juda Abravanel rend lui aussi de grands services financiers à la couronne portugaise, et s'attache à la maison des Bragance.
- Son fils, Don Isaac Abravanel, probablement le plus illustre Abravanel, est un homme d’État, philosophe, commentateur biblique, et financier. Condamné à mort par contumace au Portugal, il s'exile en Castille jusqu'à l’expulsion des Juifs d'Espagne en 1492. Il se réfugie alors à Venise.
Don Isaac Abravanel a trois fils, Juda, Joseph et Samuel :
  - Juda Abravanel, dit Léon l'Hébreu, né en 1465, mort en 1535, fut un grand philosophe et médecin italien. Il fut le médecin personnel du capitaine Gonçalvo de Córdoba, qu'il suivit jusqu'à Naples. Son œuvre principale, Dialoghi di Amore di Leone Hebreo medico. Di nuovo corretti ; et ristampati (Vinegia, Domenico Giglio, 1558), traite de l'amour, dans une dimension néo-platonicienne, c'est-à-dire universelle, trait d'union entre l'Un et l'un, sa nature, ses effets et sa place dans l'univers. Cette œuvre contribua à populariser la morale néo-platonicienne auprès des lecteurs de la Renaissance. Dans ces trois dialogues sur l'amour, empreints de philosophie et de Kabbale, l'auteur s'efforce de concilier Aristote et les néoplatoniciens et traite de l'amour en toute chose. La première édition de ces dialogues a été imprimée à Rome en 1535, et la première édition aldine est de 1541.
  - Joseph Abravanel, né à Lisbonne en 1471, mort en 1552 à Ferrare en Italie, fut médecin et savant ; son fils Isaac, vécut également à Ferrare où il mourut en 1573.
  - Samuel Abravanel, né à Lisbonne en 1473, mort à Ferrare en 1551. Son père l'envoya faire ses études religieuses à Salonique auprès de Joseph Fasi. Il vécut à Naples, où il fut le financier du vice-roi Pierre Alvarez de Tolède. La réputation de Samuel Abravanel dans les études égala celle de son père, et sa demeure était le centre d'autant d'échanges intellectuels et religieux, tant Juifs que chrétiens. Citons tout particulièrement David ben Ya'hya, réfugié du Portugal, qu'il fit nommer rabbin de Naples, et le cabaliste Baruch de Benevento. Il fut aussi prompt que son père à défendre ses frères, et fit révoquer le décret de Charles Quint d'expulser les Juifs de Naples, avec l'aide de sa femme Benvenida. Il fut en cela soutenu par Éléonore de Tolède, fille du vice-roi Pierre Alvarez de Tolède, dont il assurait l'éducation avec sa femme. Cependant, lorsque Charles V réitéra un décret d'expulsion en 1531, Samuel partit pour Ferrare.
- Yona (Jonah/Jonas) Abravanel, fils d’un autre Joseph et neveu de Manasse ben Israël, est un poète mort à Amsterdam au XVIIe siècle en 1667.
Il est l’auteur d’une Elegio em Louvar da Nova Yesiba, institudo por o Senhor Yshac Pereira, de que he Ros Yesiba o Senhor Haham Menasse ben Israel (Amsterdam, 1644), d’Élégies pour les martyrs Isaac de Castro Tartas (1647) et Les Bernals (1655), ainsi que d’œuvres rituelles et du « Psalterio de David… transladado con toda fidelidad » (Amsterdam, 1644), publiés en collaboration avec le Dr Ephraïm Bueno.
- Boris Leonidovitch Pasternak (Moscou 1890-1960 Pereldelkino), poète et romancier russe, auteur notamment du Docteur Jivago, prix Nobel de littérature en 1958, dont la famille affirme être descendante d'Isaac Abravanel[2].
- Dr Haim Abravanel (he) (1896 Bitola, Royaume de Serbie - 1984 Bat Yam, Israël) est un médecin juif, directeur de l'hôpital d'État à Bitola en 1946-1963. Abravanel et sa femme Bertha furent la dernière famille juive vivant dans la ville après la destruction de la communauté juive pendant la Shoah. Un hôpital de Bitola porte aujourd'hui son nom : « Haim Abarbanel Hospital »[3].
- Maurice Abravanel (1903-1993), est un chef d’orchestre né à Salonique, élevé à Lausanne et émigré aux États-Unis où il prend la tête de l’Orchestre symphonique de l'Utah.
- Senor Abravanel (né à Rio de Janeiro en 1930), de son nom artistique Silvio Santos, est un animateur de télévision célèbre au Brésil et propriétaire de SBT, deuxième plus grand réseau de télévision du pays. Il est le fils d'Alberto Abravanel (Thessalonique 1897-1976 Rio) et de Rebecca Caro (Smyrne 1907 - 1989 Rio). De sa branche paternelle, il descend d'Isaac Abravanel[4].
- Yuri Abramovich Barbanel (en) (Leningrad 1935-2016 Saint-Pétersbourg) est un chimiste russe distingué. Docteur ès sciences de l'université de Leningrad, scientifique spécialisé en radiochimie fondamentale jusqu'à sa retraite en 2011, ses recherches incluent les spectres optiques induits par radioluminescence, la chimie de coordination et les spectres d'absorption des actinides.

## Proverbe
Un proverbe judéo-espagnol courant en Thessalonique résume fort bien la bonne fortune d'être né de cette famille et la fierté d'y attenir : « Ya basta mi nombre ke es Abravanel » (« Il suffit que mon nom soit Abravanel »).

## Galerie

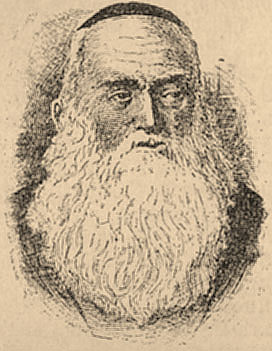
Représentation d'Isaac Abrabanel
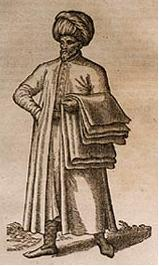
Représentation en pied d'Isaac Abravanel
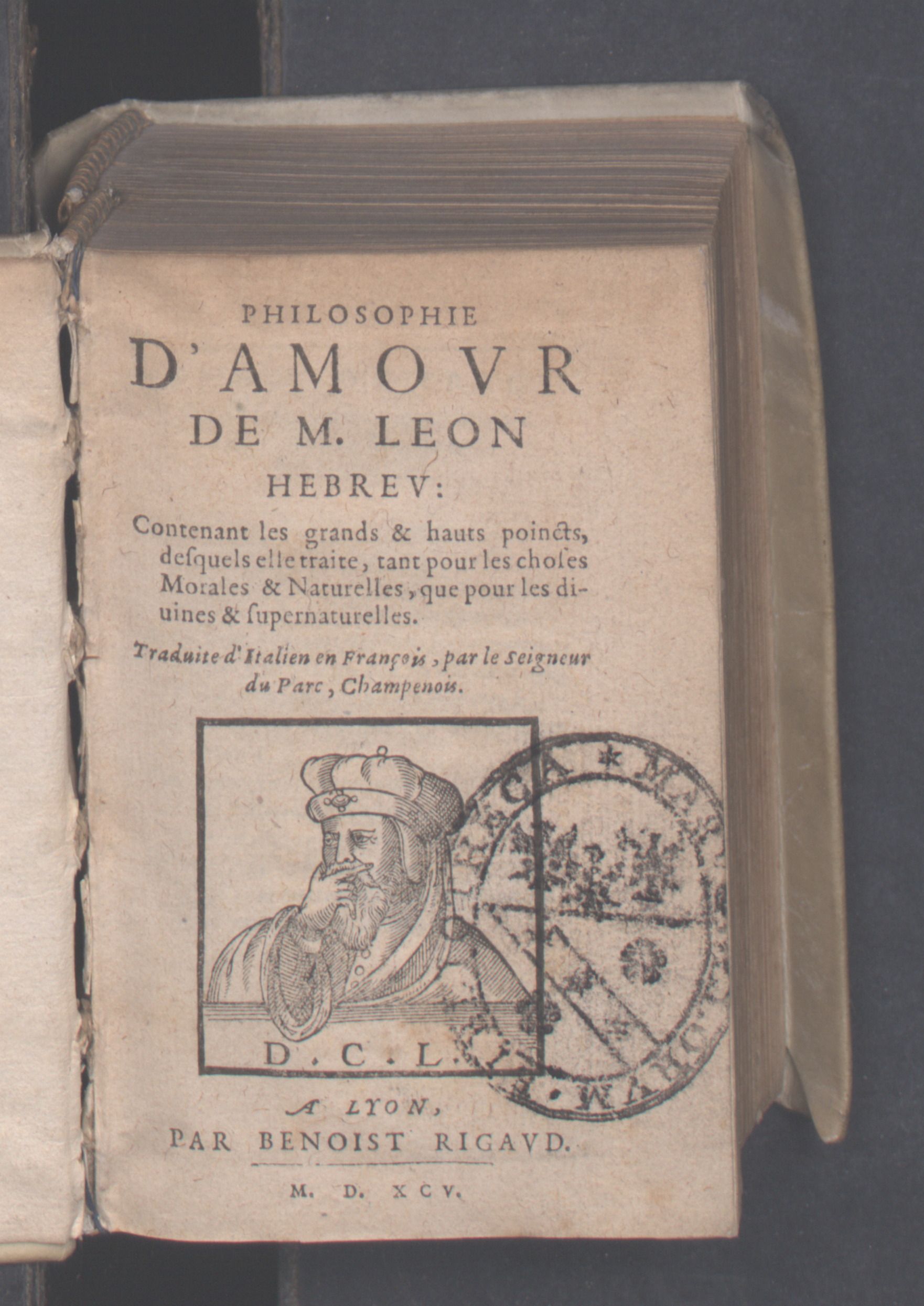
Philosophie d'amour de Juda Abravanel dit León Hebreo (Léon l'Hébreu), édition de 1595
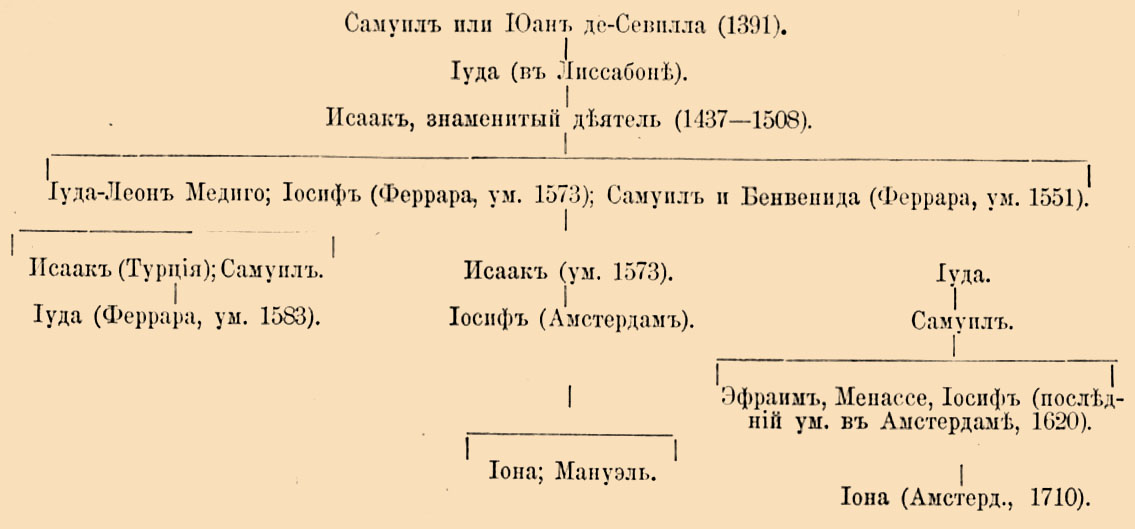
Extrait d'un arbre généalogique des Abarbanel, rédigé en cyrillique, av. 1906
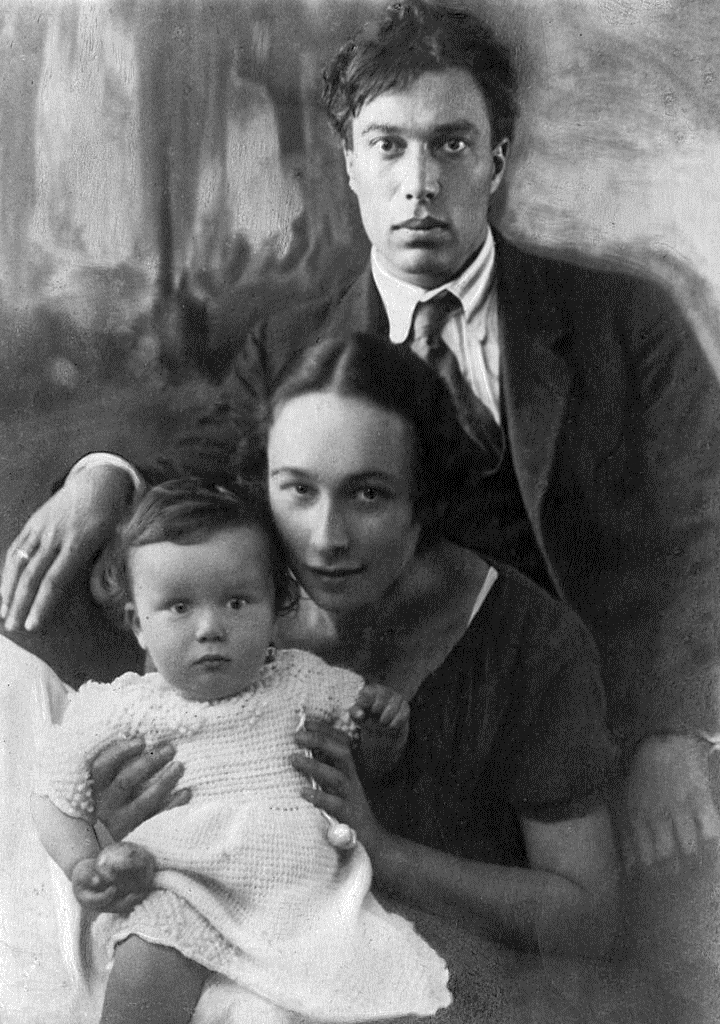
Boris Pasternak et sa famille, v. 1920
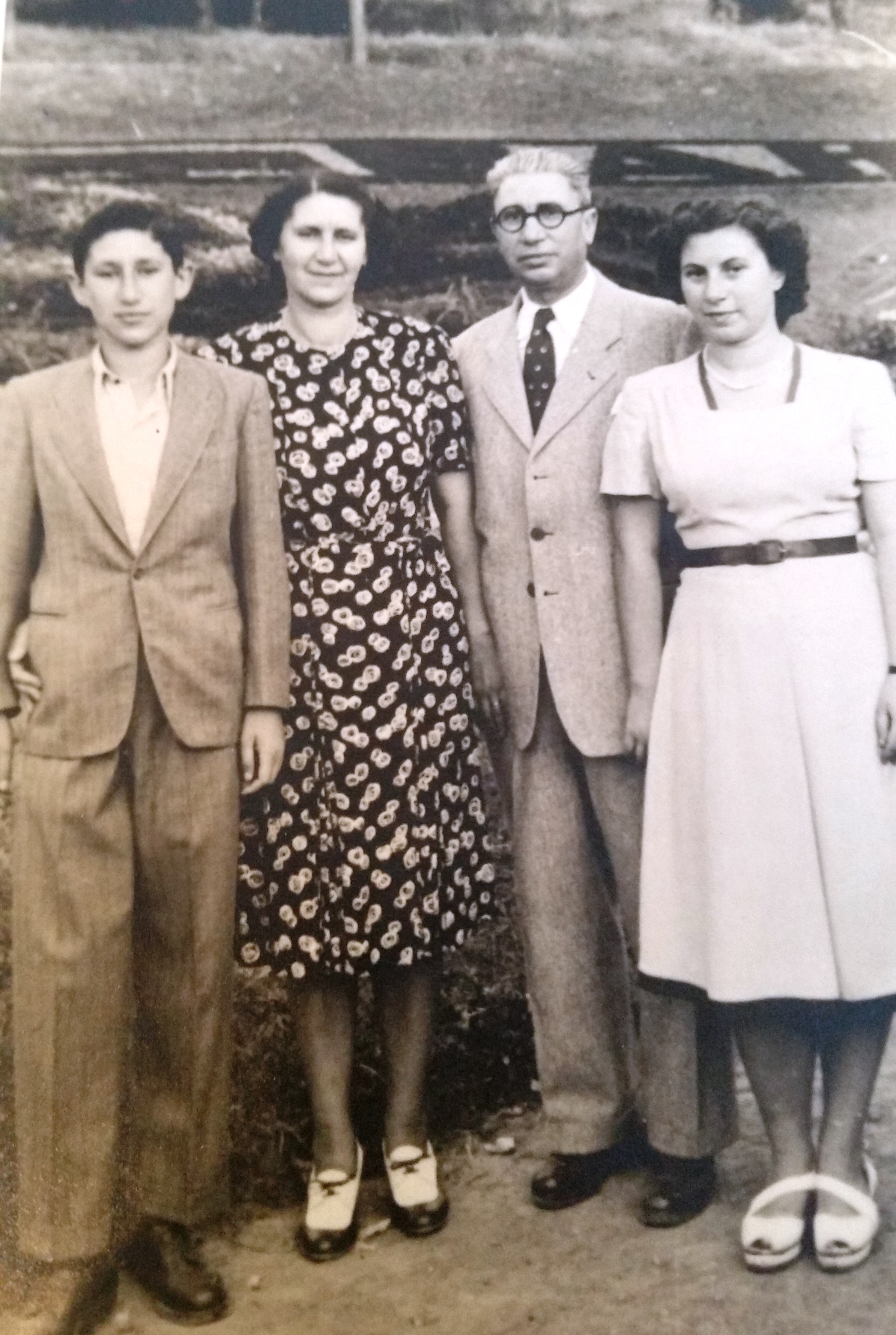
Famille Abravanel de Bitola : Nissim (Nichko), Berta, Dr Haïm et Reni Abravanel, années 1950
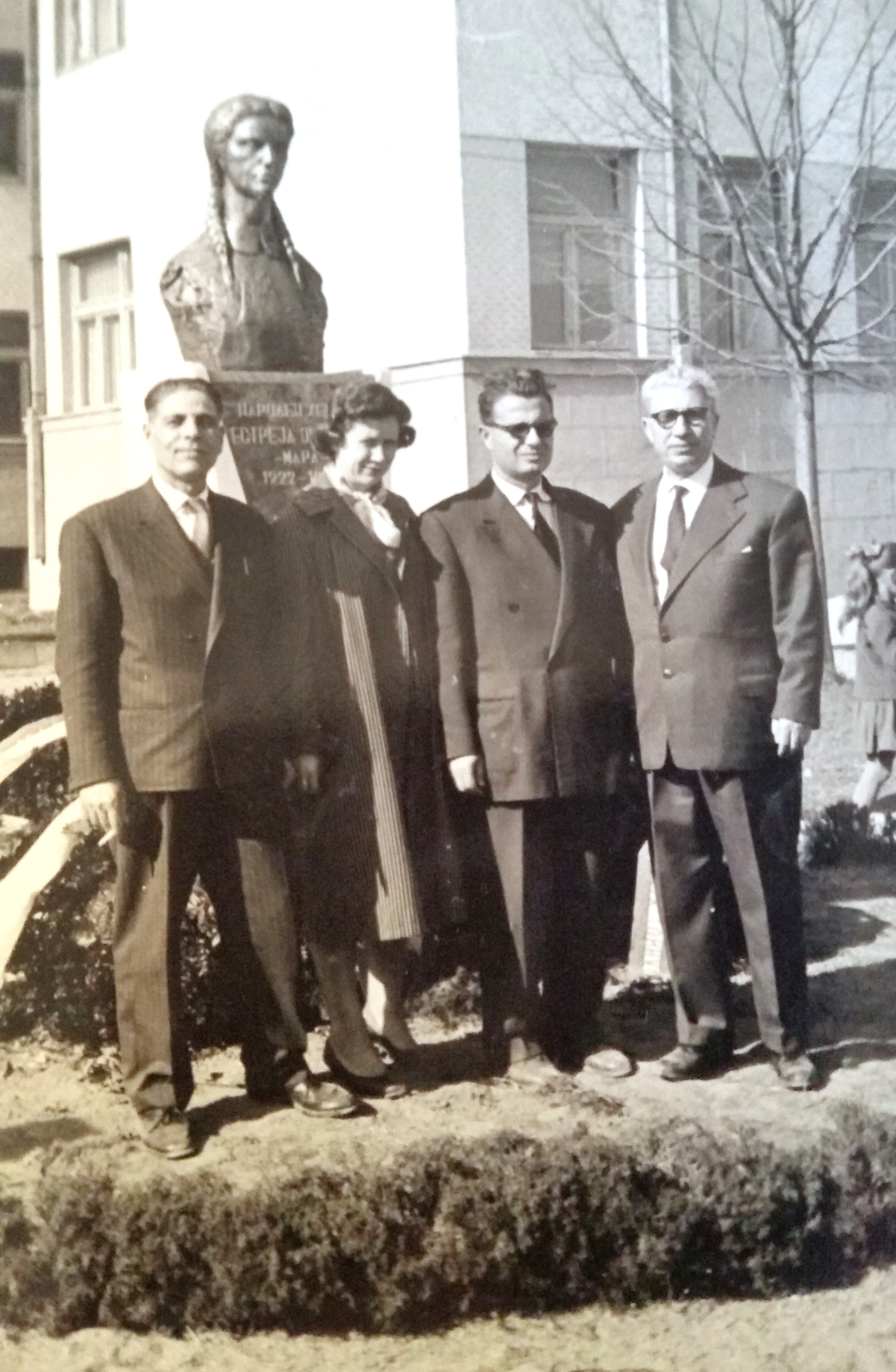
Haïm Abravanel et Avram Sadikario, commémoration des familles Abravanel et Levy, d'Estria Ovadia (en) et la communauté des Juifs de Macédoine
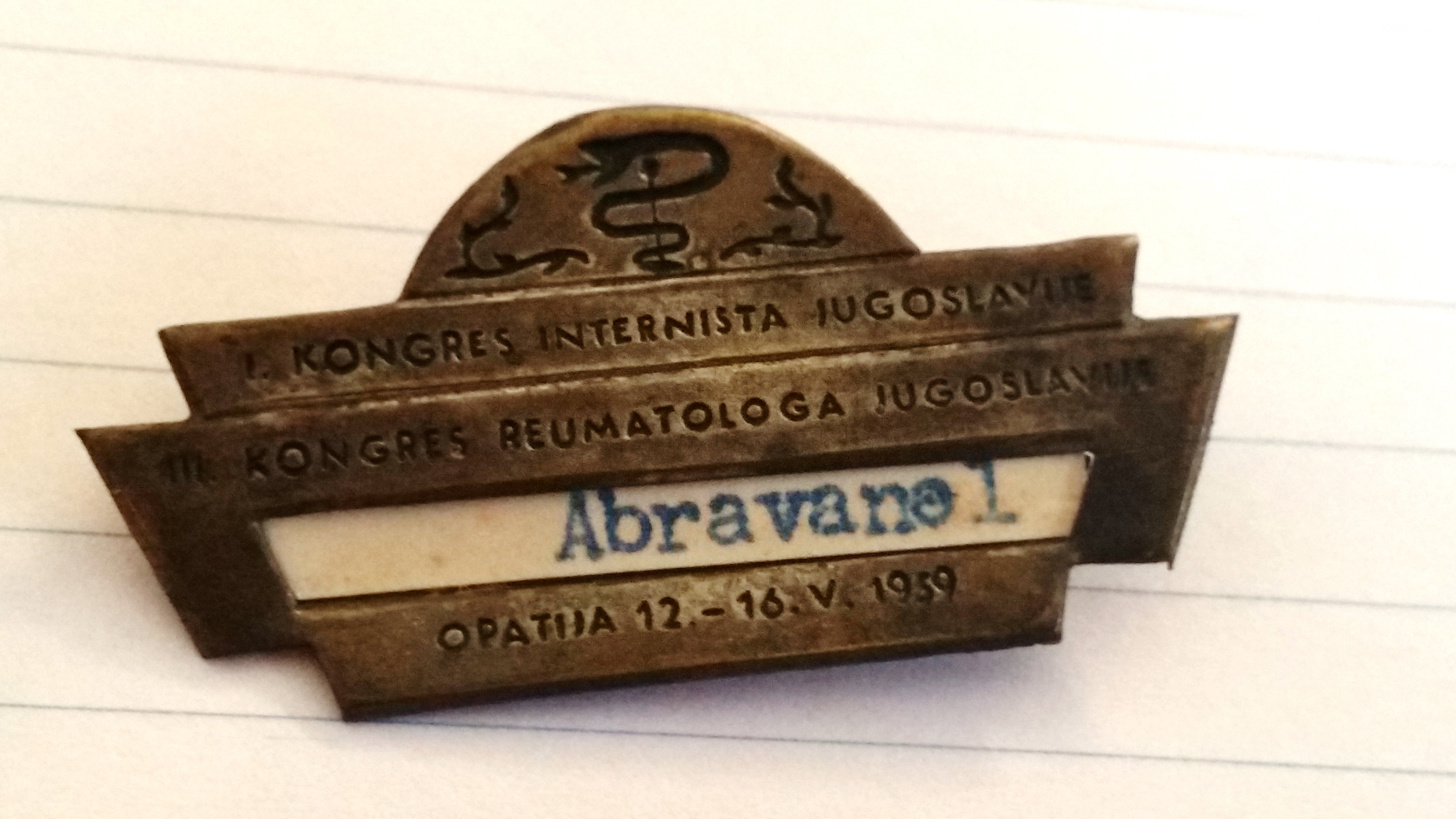
Décoration pour le Dr Haïm Abravanel, 1959
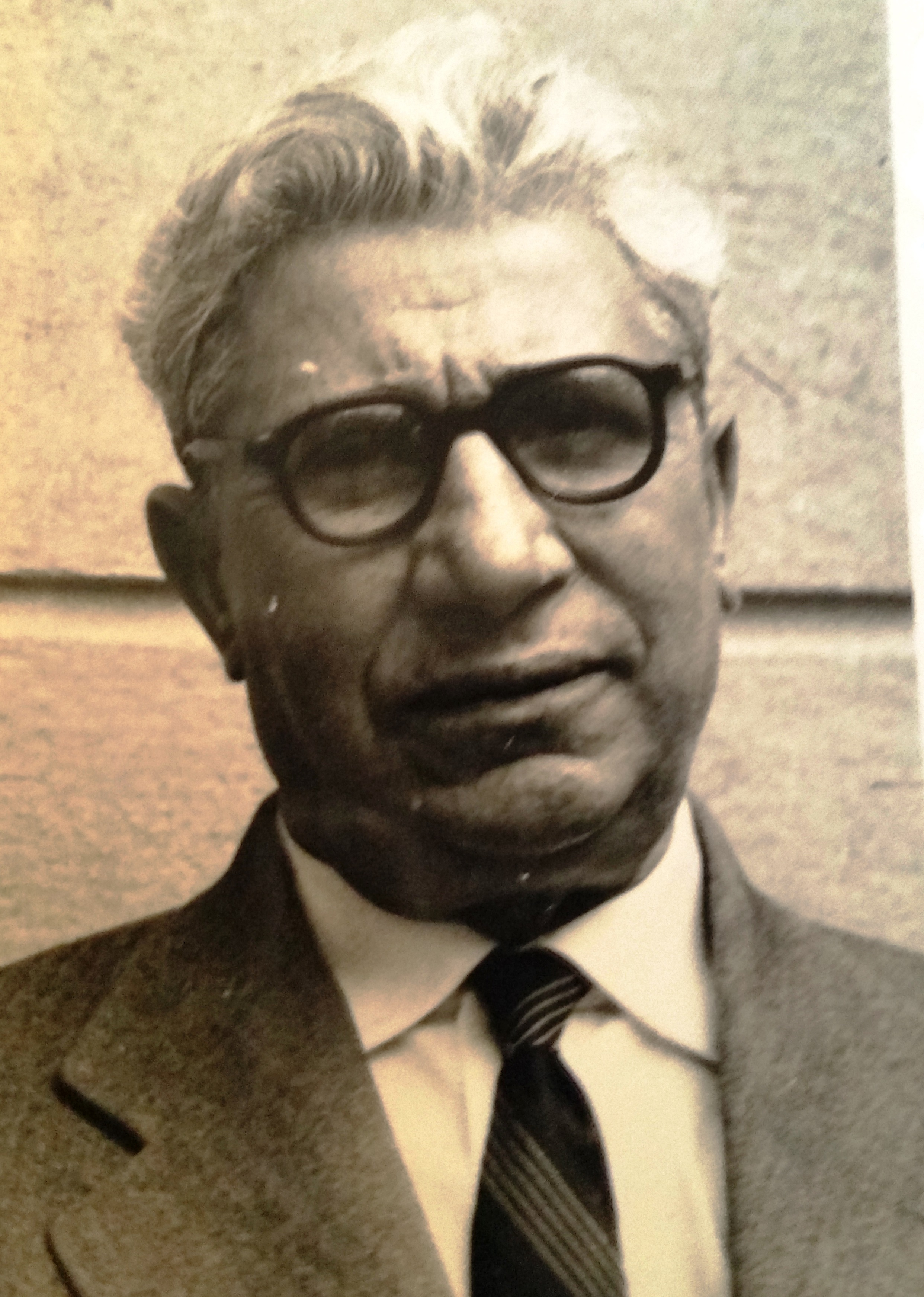
Dr Haïm Abravanel à Bitola, début des années 1960
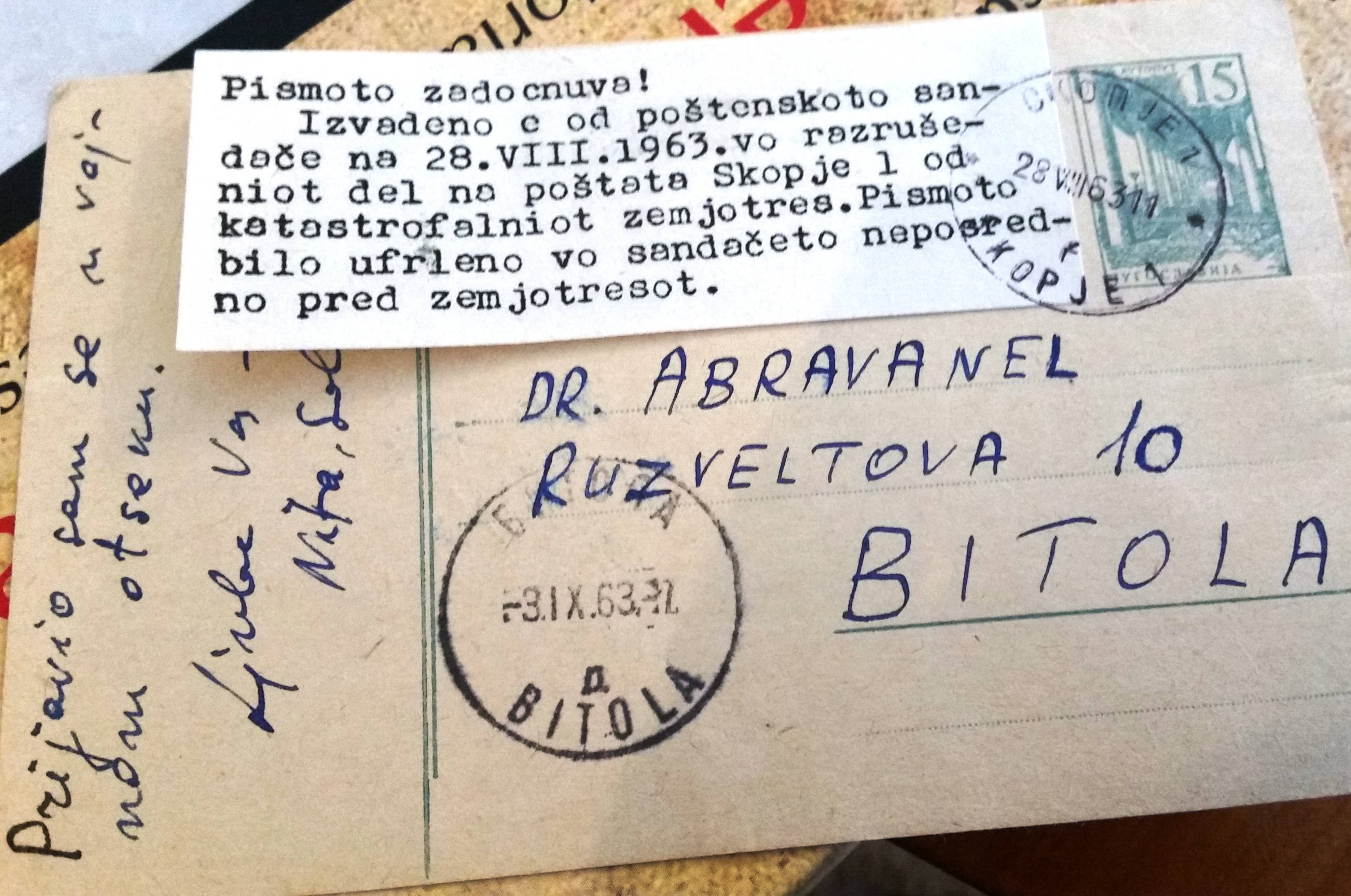
Carte postale de Skopje au Dr Abravanel à Bitola, 1963, envoyée par les Dr Renee Levy Abarbanel et Levi Slbator, avant de périr dans le tremblement de terre de juillet 1963
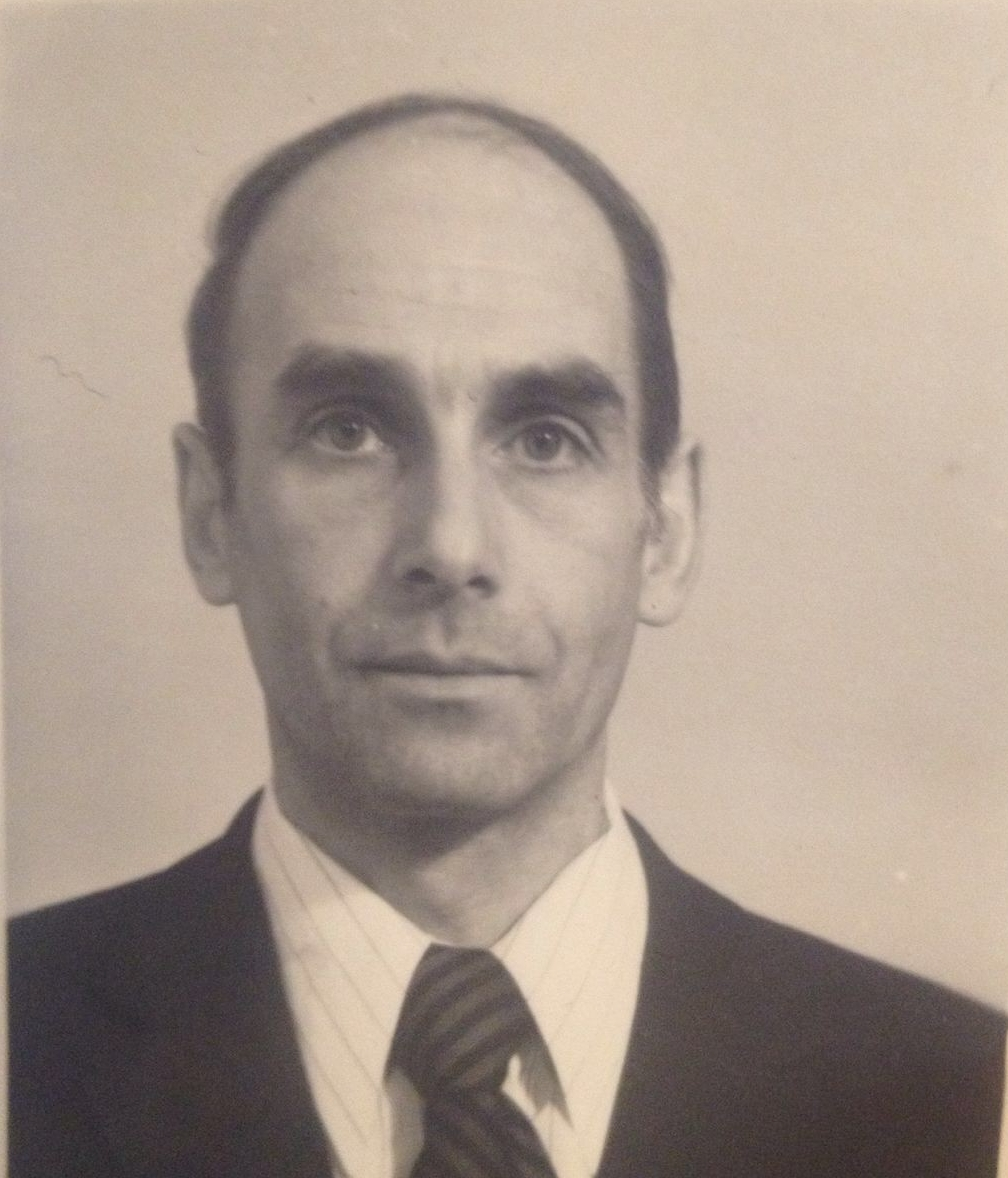
Yuri Abramovich Barbanel (en), docteur en chimie soviétique
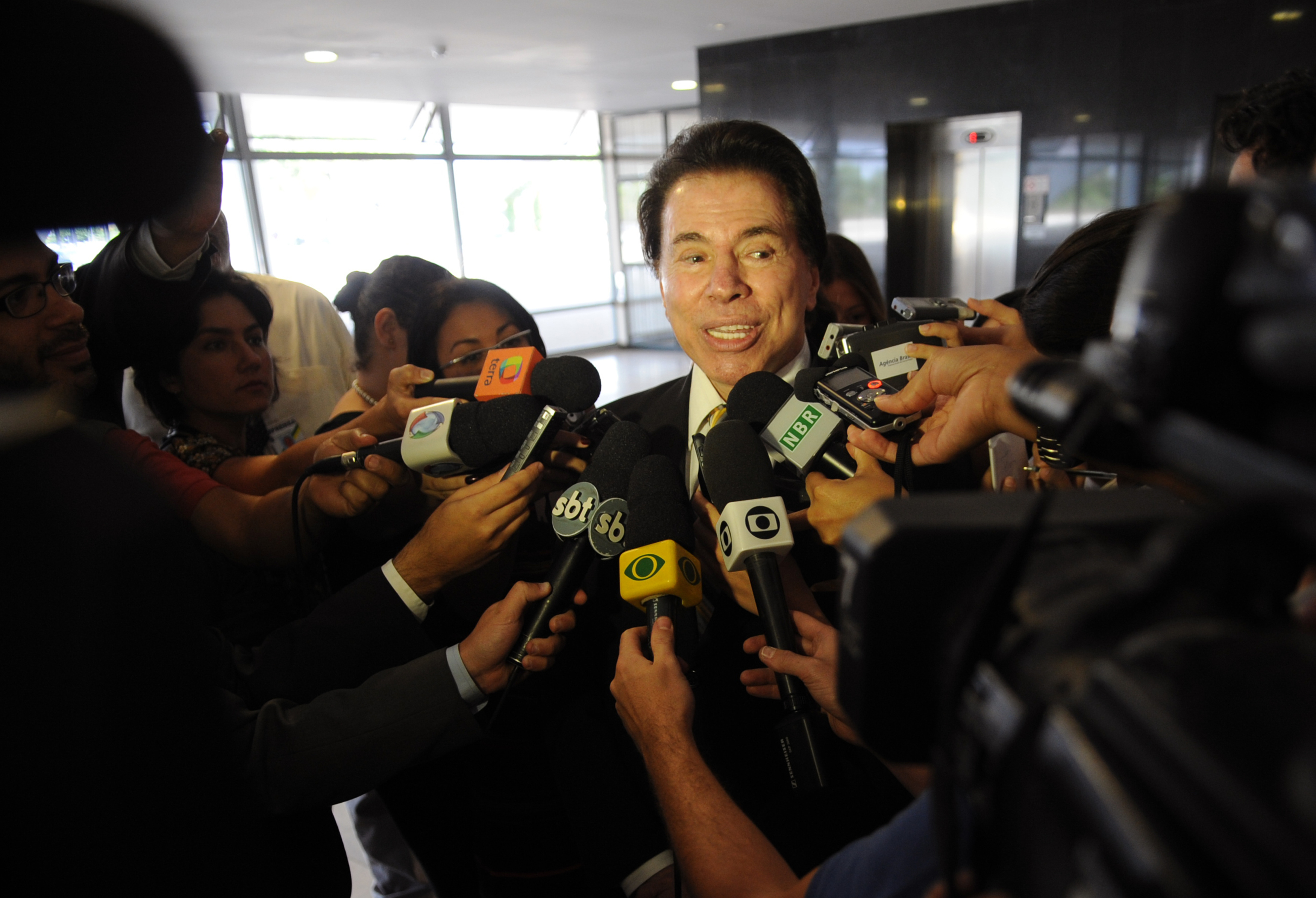
Señor Abravanel dit Silvio Santos, Brésil
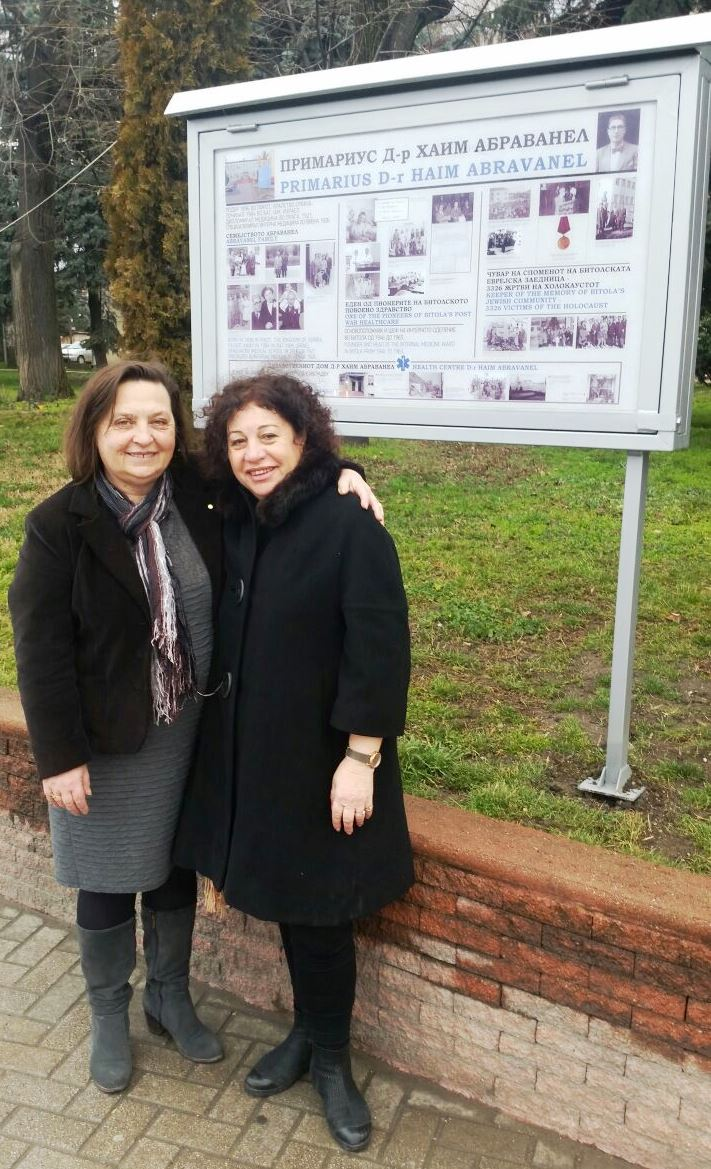
Descendantes du Dr Haïm Abravanel devant l'hôpital portant le nom de leur aïeul à Bitola (« Haim Abarbanel Hospital ») , 2018